# Heroes of Might and Magic III: Horn of the Abyss
Heroes of Might and Magic III: Horn of the Abyss («Герои меча и магии III: Рог Бездны») — неофициальное дополнение к пошагово-стратегической компьютерной игре Heroes of Might and Magic III, разработанной компанией New World Computing и выпущенной компанией The 3DO Company в 1999 году. Разработано и обновляется силами независимой интернациональной (преимущественно русскоязычной) командой поклонников игры (HotA Crew) с 2007 года.
В отличие от другого пользовательского дополнения In the Wake of Gods, которое кардинально меняет игровой процесс Heroes of Might and Magic III, Horn of the Abyss продолжает концепцию её официальных дополнений Armageddon’s Blade и The Shadow of Death. Дополнение Horn of the Abyss создавалось под версию Heroes of Might and Magic III: The Shadow of Death и нацелено на то, чтобы улучшить игровой процесс, баланс и графическую составляющую, не меняя при этом механику оригинальной игры. Дополнение включает в игру множество нововведений, таких как две новые фракции — использующий морскую пиратскую тематику Причал, и Фабрика, концептуально основанная на стимпанке и образах персонажей американского Дикого Запада. Добавлены новые юниты, артефакты, объекты игрового мира, герои, специальности, вторичный навык, а также новые кампании и отдельные сценарии. Доработаны редакторы карт и кампаний. Добавлен редактор шаблонов, используемых для генерации случайных карт.
Выход первой бета-версии Heroes of Might and Magic III: Horn of the Abyss состоялся 31 декабря 2011 года. В настоящее время команда HotA Crew продолжает разработку дополнения, периодически выпуская обновления для него и вводя новые элементы в игровой процесс. Актуальная версия Horn of the Abyss — 1.7.3 от 8 июня 2025 года.

## Нововведения

### Игровой процесс, графика и интерфейс

Сравнение карты Heroes III The Shadow of Death и этой же карты, перестроенной под Horn of the Abyss. Видно множество новых декоративных и игровых объектов, обновлённую графику и изменённый внешний вид города Крепость (версия 1.3.5, 2 января 2015)

Изменения, вносимые дополнением Horn of the Abyss в Heroes of Might and Magic III, включают в себя как новые элементы игрового процесса, так и улучшения существующей механики игры, исправляющие ошибки и игровой баланс её последней версии The Shadow of Death.
Одним из нововведений геймплея стала отрицательная удача. Положительная удача в Heroes III повышает шанс отряда нанести двойной урон противнику в бою; при определённой же отрицательной удаче отряды наносят лишь часть урона. Сам по себе параметр удачи в Horn of the Abyss стал распространяться даже на армии, оставленные без героя. Для двух воинов дальнего боя — личей и магогов, способных выстрелом атаковать расположенные рядом отряды, — была введена возможность прицельного выстрела для определения области атаки. На карте приключений всё население в жилищах существ, принадлежащих какому-либо игроку, больше не сбрасывается в начале каждой недели, а продолжает расти, аналогично городским жилищам. Многие числовые характеристики в игре также подверглись изменениям: были пересмотрены параметры существ, изменены расценки в жертвенниках, на рынках и у торговцев артефактами, переформирована охрана хранилищ существ, уменьшена эффективность навыка некромантии. В некоторых городах изменения Horn of the Abyss коснулись цен и необходимых условий для строительства определённых зданий. Город Сопряжение получил новую постройку — Погребальную Урну, увеличивающую прирост существ 7-го уровня (огненных птиц и фениксов).
Разработчики дополнения уделили много внимания графике и интерфейсу в игре — вплоть до исправления мелких ошибок в изображении экранов городов и различных игровых меню. Улучшения интерфейса также коснулись огрехов локализованной версии Heroes III: The Shadow of Death от компании Бука, например, шрифт в игре был заменён на более читаемый. Экран битвы в Horn of the Abyss имеет более детальные настройки и, в отличие от оригинальной Heroes III, полностью анимирован; обновлённую анимацию получили несколько существ и действия некоторых заклинаний. Вид экрана битвы теперь чаще зависит от места сражения: к примеру, при сражении на вулканической местности под землёй на заднем плане отображаются подземные пещеры, заполненные лавой. К цветам маршрута передвижения героя по карте приключений добавился бордовый цвет, показывающий, куда герой не дошёл бы даже с полным запасом единиц хода. Внешний вид городов на карте приключений в Horn of the Abyss стал различаться в зависимости от уровня его фортификации. Виды городов Крепость, Цитадель и Сопряжение на карте были полностью перерисованы. Новую внешность также получили некоторые существа в игре.

### Игровой мир
Horn of the Abyss добавляет в Heroes III множество новых игровых и декоративных объектов на карте приключений. Один из игровых объектов, Пушечный Двор, позволяет приобретать пушку — боевую машину из кузницы нового города Причала. Другой примечательный игровой объект — дирижабль — воздушный аналог морского судна для ускорения передвижения героев, но стоит он на порядок дороже. Был введён ряд из семи объектов под названием склады, при посещении которых игрок каждую неделю получает определённый вид ресурса (в отличие от уже существующих еженедельных генераторов, количество и вид ресурса у которых всегда разные). В дополнении расширено количество хранилищ существ, в которых герой сражается с охраной ради получения ресурсов, артефактов или воинов. Помимо новых декоративных и игровых элементов, создатели Horn of the Abyss добавили разнообразные дубликаты старых объектов на карте приключений, в основном такие, которые лучше вписываются в определённое окружение (например, ледяные врата подземного мира на снежном ландшафте). Множество объектов, новых и старых, получили свои аналоги на водном ландшафте, в том числе: гарнизон, хижина провидца, таверна, телепорт, магические святыни, школа магов. К существующим в игре специфическим ландшафтам, оказывающим особенное влияние на игровой процесс, было добавлено три новых.
В текущей версии Horn of the Abyss добавлен 21 новый артефакт (из них 4 сборных, а 1 фигурирует только в кампаниях). Введены предметы с новыми свойствами, не имеющими аналогов в официальных версиях Heroes III: ряд артефактов уменьшает боевой дух и удачу противника в бою, артефакт Сапоги Странника позволяет герою передвигаться по пересечённой местности без штрафов, Кольцо Забвения делает все потери в бою безвозвратными. Каждый из четырёх сборных артефактов состоит из присутствовавших в оригинальной Heroes III предметов, объединённых определёнными свойствами. К примеру, Мантия Дипломата собирается из артефактов, снижающих цену откупа при капитуляции героя на поле битвы, и в дополнении к их свойствам даёт возможность сбегать и сдаваться при обороне города или сражении с нейтральными армиями. Приносящий золото сборный артефакт Золотой Гусь взят из Heroes of Might and Magic II — как и некоторые другие новые артефакты в Horn of the Abyss. Артефакт под названием Рог Бездны играет основную роль в сюжете дополнения.

### Причал

Экран полностью отстроенного Причала

Причал (англ. The Cove) — новый, десятый тип города, добавляемый дополнением Horn of the Abyss в Heroes III. Причал сюжетно ассоциируется с пиратским королевством Регна мира Энрот. Город выглядит как морская бухта с грубыми деревянными постройками и каменным фортом, напоминающим крепостную башню. В игровом процессе Причал относится к городам с «нейтральным» мировоззрением, а его родной землёй является болото. Кузница Причала даёт в распоряжение герою новую боевую машину — пушку, которая может заменять собой баллисту и также усиливается навыком «Артиллерия»; при этом во время осады вражеского города пушка способна атаковать крепостные стены. С артефактом Грааль в Причале появляется Путеводная Звезда, которая делает любой игровой ландшафт в игре родным для существ этого типа города, ускоряя их в бою, а также позволяя героям с такими войсками передвигаться без штрафов.
По стандарту Heroes III, для нового города было введено шестнадцать новых героев (дополнительный семнадцатый герой с навыком «Навигация» используется в качестве замены на сценариях с водным ландшафтом). Герои-воины Причала называются капитанами, герои-маги — навигаторами. Говоря о специальностях героев из нового города, можно выделить Джереми, чья специальность «Пушка» усиливает параметры одноимённой боевой машины. В кампаниях Horn of the Abyss также появляются ещё два героя, Бидли и Тарк. Существа нового города обладают сравнительно низкой защитой и высокой скоростью, их стратегия ориентирована на быструю атаку. К существам Причала относятся люди, преданные морскому делу (матросы, пираты), а также волшебницы-гидромантки; остальную часть населения города представляют мифические морские создания — нимфы, птицеподобные ассиды, ящероподобные никсы и гигантские морские змеи. Среди других городов Причал обладает уникальной чертой: игрок может дважды модифицировать жилище существ 3-го уровня, последовательно улучшая простых пиратов в корсаров, а затем — в морских волков.

### Фабрика
Фабрика (англ. Factory) — новый, одиннадцатый тип города, добавленный в версии 1.7.0. Фабрика сюжетно ассоциируется с поселениями пустошей Джадама, одного из континентов, фигурировавших в ролевой серии Might and Magic, но до этого особенно не представленного в серии Heroes. Город выглядит как технически развитое поселение с большим количеством дымящих труб и механизмов. Для города создан свой тип ландшафта — пустошь, ранее встречавшийся во второй части. С артефактом Грааль для городов Фабрики возводится Громоотвод, наносящий урон молнией противнику игрока в начале каждого боя.
По стандарту Heroes III для нового города было введено шестнадцать новых героев. Герои-воины Фабрики называются наёмниками, герои-маги — изобретателями. Набор рас героев разнообразен и включает не только людей, но и полуросликов, гномов, орка, гремлина и тёмного эльфа. Особенностью фракции является возможность отстроить жилища восьми видов юнитов. Они условно разделены на две приблизительно равноценные ветви развития, каждая из которых отображает часть характера фракции. Одну линейку можно назвать технологической, в ней собраны механические существа и люди, пользующиеся техническими приспособлениями — механики с огнемётами, паукообразные роботы-автоматоны, стрелки и массивные шагоходы-дредноуты. Другая линейка отражает взаимодействие Фабрики с природой. В ней, к примеру, полурослики могут стать гренадёрами и одомашниваются динозавроподобные броненосцы. Пятый уровень занимает представитель монгольского фольклора — олгой-хорхой; по сюжету это существо было создано изобретателями Фабрики искусственно. На седьмом уровне природной ветви находится представитель ацтекской мифологии — коатль, пернатый дракон.

### Герои и существа
У героев в Horn of the Abyss был усилен навык «Разведка», открывающий больше неизведанной территории. Двум героям со специальностью «Навигация», рыцарю Сильвии и ведьме Вой, были придуманы замены, Беатрис и Кинкерия, — для карт без водного ландшафта, где этот навык становился бессмысленным. По умолчанию в игровых сценариях Horn of the Abyss отключён рыцарь смерти Галтран со специальностью «Скелеты»; вместо него был введён новый герой Ранлу. Разработчики дополнения также сделали по умолчанию запрещённым героя-рыцаря Сэра Мюллиха, добавленного в официальном дополнении Armageddon’s Blade как замену убитого по сюжету Лорда Хаарта, но получившего отрицательную критику за дисбалансную специализацию «Скорость». В Horn of the Abyss его вновь заменяет Лорд Хаарт.
Помимо юнитов фракций Причал, Фабрика и их апгрейдов, в текущей версии Horn of the Abyss присутствует четыре новых нейтральных существа — сатир, лепрекон, стальной голем и ктулхуподобный фангарм, призываемый на поле боя при помощи артефакта Рог Бездны.

### Кампании и сценарии
На 2025 год Horn of the Abyss добавляет в Heroes III 5 новых кампаний и 55 одиночных сценариев. Модификация поддерживает новые, увеличенные форматы карт и содержит улучшенный редактор, который поддерживает все нововведения дополнения и усовершенствован в интерфейсе по сравнению с официальным редактором Heroes III: Shadow of Death. Значительной переработке подвергся генератор случайных карт в игре. В Horn of the Abyss при создании случайных карт без водного ландшафта генератор исключает все связанные с ним элементы — артефакты, героев с определёнными специальностями. Условная ценность объектов, которую генератор использует в картах для сохранения игрового баланса на нейтральных территориях, тоже подверглась изменениям.
Помимо оригинальных размеров карт — S, M, L и XL, — дополнение Horn of the Abyss поддерживает три новых: H (англ. Huge), XH (англ. Extra Huge), G (англ. Giant).

## Сюжет
Сюжет Horn of the Abyss охватывает сеттинг оригинальной игры Heroes of Might and Magic III и разворачивается параллельно событиям дополнения Armageddon’s Blade. Разработчики запланировали выпуск трилогии кампаний, основой сюжета которых является артефакт Рог Бездны. В текущей версии Horn of the Abyss доступны три кампании, связанные общим сюжетом.

### Под весёлым Роджером
Кампания рассказывает историю капитана Джереми Альбатроса — молодого, дерзкого и самоуверенного пирата из королевства Регна, чей любимый корабль «Чёрный единорог» потерпел крушение на островах между Нигоном и Эофолом. Вместе со своей командой и первым помощником Патрисом, Джереми отбивает у местных дикарей заброшенный эрафийский форт и, не имея возможности уплыть, ведёт праздную жизнь на острове. Вскоре на пирата выходит гнолл Алкин — бывший сержант болотной страны Таталии, ныне вождь самого большого племени на острове. Алкин предупреждает, что это место лежит на пути демонов-криган, готовящихся к войне, и предлагает Джереми объединиться против них. Собрав армию из местных обитателей, Джереми вместе с Алкином перемещаются в восточную часть острова и нейтрализуют подземную базу снабжения криган, чтобы лишить их подкрепления опоры. Благодаря захваченным кораблям демонов, Джереми получает возможность убраться с острова. Алкин остаётся охранять эту землю.

### Гроза морей
«Гроза морей» продолжает сюжет первой кампании. Джереми Альбатрос, держа курс на юг, решает изучить встретившийся на пути остров Эверморн. Там он знакомится с группой женщин-гидромантов, возглавляемых Касметрой, с которой у Джереми позже завязываются романтические отношения. Пират решает помочь Касметре защитить остров от некромантов Храма Луны, пытающихся разграбить магическую библиотеку. После этого они воссоединяются со старшим братом Джереми, Бидли Робертсом, — более опытным и удачливым в авантюрах пиратом, который узнал от вызволенного из тюрьмы мага легенду об артефакте под названием Рог Бездны. По словам Касметры, это один из самых могущественных артефактов, дающий возможность повелевать стихией воды. Решив отправиться на поиски Рога, троица снаряжает флот у берегов Эофола, чьи демоны-криганы в данный момент озабочены войной с Эрафией. Там герои освобождают из плена Тарка, последнего принца никсов — порабощённой расы человекоподобных рептилий. Тарк присоединяется к союзу пиратов в надежде, что они помогут найти его расе новый дом. Сам он отправляется через подводные пещеры в подземелья острова Нигон, чьи лорды держат в рабстве его колонию никсов.
В поисках Рога Бездны, Джереми, Бидли и Касметра продвигаются к берегам Таталии и встречают сопротивление из таталийского флота, который топит их корабли. Касметра пытается уничтожить один из кораблей магией и задевает пиратский корабль, управляемый первым помощником и другом Джереми Альбатроса, Патрисом. Джереми подозревает, что Касметра могла погубить Патриса не случайно, поскольку эти двое не доверяли друг другу. Герои высаживаются на Остров Мстительного Змея, в подземном лабиринте которого находится Рог Бездны. Из-за проблем с магическими подземными вратами попасть в лабиринт успевает только Бидли. В лабиринте он встречает мага Даргема, также заблудившегося в поисках Рога. Совместными усилиями они находят артефакт, но Даргем предаёт Бидли и забирает Рог себе. Опустевший алтарь Рога Бездны поднимается на поверхность, образуя новый остров, и Даргем сбегает, захватив в плен Бидли. Касметра с неприязнью рассказывает, что Даргем был нанят для поисков Рога одним из лордов Регны. Даргем прячется в малоизвестном архипелаге, а Джереми и Касметра пускаются за ними в погоню. Флот Таталии врывается в их гонку, но в помощь героям приходит принц Тарк с освобождёнными никсами.
В эпилоге кампании Даргем, потерпевший поражение в осаждённой крепости, пытается применить Рог Бездны против Касметры, но та одновременно посылает в него мощное заклинание, что вызывает разрушение крепости и образование под ней водоворота, ведущего в другой мир. Спустя неизвестное количество времени Джереми Альбатрос приходит в себя на берегу моря, не понимая, куда пропал его брат и что произошло с Рогом Бездны.

### Рог Бездны
Третья кампания завершает сюжетную арку, связанную с артефактом Рог Бездны. Джереми Альбатрос и его брат Бидли Робертс поняли, что Касметра использовала их, чтобы самой заполучить Рог Бездны. Именно она наняла мага Даргема, которого, после его неудачи в поисках артефакта, оставила блуждать в подземном лабиринте. В результате событий в конце предыдущей кампании, все герои вновь оказываются разлучены. Джереми находится очень далеко от континента, на богатых островах эрафийской метрополии, неустанно ведущими борьбу с местными пиратами. По совету сбежавших с плантаций Эрафии крестьян, Джереми зажигает Путеводную Звезду, чтобы выбраться с архипелага и найти путь к своему брату Бидли. Тем временем, сам Бидли оказывается в мире элементалей воды и вынужден дать бой местному повелителю стихии, надёжно охраняющему выход в мир Энрот по причине войны с демонами-криганами. Оба брата встречаются, к ним присоединяется принц никсов Тарк, и все вместе они решают отомстить Касметре. За прошедшее время, обладающая Рогом Бездны колдунья успела вызвать страх у обитателей Регны. Герои наблюдают, как от действий Касметры всё море пребывает в постоянном волнении и штормах. Джереми, прочитав древние трактаты, предполагает, что колдунья состоит в некоем тайном культе и пытается разбудить древнего бога, известного как Спящий, который, согласно легенде, дремлет на дне океана.
После своего поражения Касметра бесследно пропадает, а Бидли Робертс присваивает Рог Бездны себе и становится наречённым Королём Пиратов. Это делает его целью нескольких противоборствующих сторон: Даргема, настроившего других пиратов против Бидли; чернокнижников Нигона, которым Даргем обещал вручить Рог Бездны за помощь в борьбе; элементалей во главе с Повелителем воды, разгневанным на Бидли за разгром его города в мире воды; и джинна Солмира из Бракады, который намерен забрать у пирата этот артефакт и отдать на хранение своему королю, Гэвину Магнусу. После поражения всех врагов при помощи Джереми и Тарка Рог Бездны в итоге остаётся у Бидли.

### Ва-банк
Бывший нигонский маг, а ныне пират и авантюрист Даргем Лливеллин нанят загадочной женщиной для помощи в поисках легендарного Рога бездны.

### Рождённые в огне
Четвертая кампания почти полностью посвящена персонажам фракции Фабрика. Начинается с трагического нападения демонов-криган на королевство полуросликов, Эофол. Генриетта и её наставник, изобретатель Фредерик помогают немногочисленным выжившим эвакуироваться на далёкие земли Джадама. Там, в обособленном городе Бертоне, живут прирожденные механики, вроде героини Сэм и изобретателя Тодда. Но жизнь на новом месте не становится проще. Жители Бертона широко используют распространенное в пустошах земляное масло, и растущее богатство региона привлекают как новых союзников, так и проходимцев, жадных до чужого добра. Сначала героям предстоит справиться с набегами огров под предводительством Зога. Потом явится уже знакомый игрокам пират Даргем. Но опаснее всего оказался Кастор, коварный эльф, явившийся на Энрот из другого мира — Терры. (За него можно было поиграть в третьей части ролевой серии, а выполнять его задания — в седьмой.) Кастор вместо прямого захвата Бертона втирается в доверие, на первых порах помогая героям. Так он содействовал с созданием монструозных дредноутов, попутно превратив процесс в состязание изобретателей Тодда и Бертрама. Но в итоге Кастор присвоил найденные Генриеттой и Фредериком предметы древних, чтобы восстановить Небесную Кузницу — артефакт немыслимой силы, открывающий доступ к технологиям недоступным на Энроте.
Самой Генриетте и ведомым ею полуросликам пришлось снова искать себе новый дом. Однако в странствиях Генриетта нашла немало новых друзей и союзников, среди которых стоит отметить темную эльфийку Вайнону. С новыми силами полурослики возвращаются в обезображенный демонами Эофол, чтобы вернуть родную землю или умереть.

## Разработка

### Основы
Годы идут, но люди по-прежнему играют в Heroes III. Это великолепная игра, и она никогда не стареет.

Экран Причала на разных стадиях разработки. Сверху — набросок конца 2007 года с 3D-моделью старого форта. Ниже следует экран начала 2008 года, более близкий к финальной версии города и графике оригинальной игры, с применением генератора ландшафтов и фото-вставок. В самом низу изображена финальная версия Причала: синие тона сменились на вечерний пейзаж, поменялся внешний вид и расположение построек

Координатором разработки дополнения Horn of the Abyss изначально стал поклонник игры, известный в интернет-среде под ником Docent Picolan. Ещё в начале 2000-х годов у него появлялась идея создать новый тип города Heroes of Might and Magic III, посвящённый теме пиратов. Docent вдохновлялся игрой Might and Magic VIII — единственной во вселенной Might and Magic, где фигурировало пиратское королевство Регна. По его мнению, в серии Heroes of Might and Magic фракция Регны осталась «незаслуженно забытой» разработчиками из New World Computing; Docent считал, что хотя пираты не оказывали большое влияние на сюжет, они были одной из незаменимых составляющих игровой вселенной.
Идея дополнения Horn of the Abyss стала воплощаться в 2007 году на подразделе форумов DF2 — русском сообществе по играм серии Heroes, когда один из его участников подтолкнул Docent’а к развитию концепции пиратского города под названием Причал. Активная работа над новым городом началась в 2008 году. Основным принципом разработки Причала было органично вписать город в Heroes of Might and Magic III и следовать стилистике оригинальной игры. На форумах DF2 в то время двумя-тремя командами активно обсуждались и разрабатывались другие города, такие как «Собор» и «Кронверк». Часть людей принимала участие сразу в нескольких этих проектах, и в марте-апреле 2008 года у Docent’а, совместно с участниками Hippocamus и Alex-Ander, появилась идея объединить все проекты и работать одной большой командой. Целью проекта было создать «классическое» дополнение к Heroes III — по принципу официальных дополнений Armageddon’s Blade и The Shadow of Death. Horn of the Abyss должен был добавлять в игру большое количество нововведений, таких как новый тип города, новые существа, артефакты, ландшафты и игровые объекты. При этом от дополнения требовалось сохранить игровой баланс и механику оригинальной игры, не внедряя принципиально новые элементы в игровой процесс, а лишь развивая и улучшая старые, а также максимально приблизить все новшества к графике оригинальной игры. Docent Picolan считает идею названия Horn of the Abyss (с англ. — «Рог Бездны») тривиальной: по его словам, во время разработки он много думал о море и пиратах, читал несколько книг и статей и смотрел фильмы на эту тему. В одну ночь ему пришёл в голову образ Рога Бездны — артефакта, играющего ключевую роль в сюжете, — и на другой день Docent уже знал, что именно так назовёт дополнение.
Изначально дополнение планировали выпустить в 2008 году, но из-за технических трудностей релиз переносился несколько раз: в команде разработчиков не было программистов, а графическое содержание игры было не готово и несколько раз полностью менялось. В середине 2009 года работа над городом Причал отошла на второй план и создатели уделили время другим городам и нововведениям Horn of the Abyss. В 2010 году внедрение Причала в игру периодически прерывалось и разработка дополнения стала менее активной, но она возобновилась весной 2011 года, когда к команде разработчиков присоединились новые лица. Задуманный как «классическое» дополнение, Horn of the Abyss не имел отношения к другому популярному дополнению для Heroes III, In the Wake of Gods, и не являлся его ответвлением, а авторы обоих проектов никогда не пересекались. Тем не менее, в разработке Horn of the Abyss планировалось использовать скриптовый язык Event Related Model (ERM) из In the Wake of Gods, и в будущем команда разработчиков собиралась осуществить полную совместимость этих двух дополнений. Разработчики Horn of the Abyss также развивали некоторые новые элементы игрового процесса In the Wake of Gods. Одним из них были командиры — воплощения героев на поле боя со своими первичными и вторичными навыками, заклинаниями и возможностью носить артефакты. Авторы Horn of the Abyss посчитали реализацию командиров в In the Wake of Gods недостойной, поэтому были намерены пересмотреть их роль в сражении, их свойства и развитие. Также команда HotA Crew желала довести до игрового процесса идею In the Wake of Gods с существами, способными набирать опыт.

### Концепции новых городов
Основой работы Horn of the Abyss являлся новый тип города под названием «Причал» (англ. The Cove), армия которого состоит из пиратов и морских существ. На раннем этапе команда Horn of the Abyss также занималась разработкой ещё двух городов: «Собор» (англ. Cathedral) и «Кронверк» (нем. Kronwerk). Собор представлял собой город с готической архитектурой на фоне осеннего пейзажа и был домом религиозных фанатиков-инквизиторов, практикующих пытки и магию. В игровом процессе город имел «нейтральное» мировоззрение, стратегия акцентировалась на атаке и боевых заклинаниях — в противовес средней защите и низкой скорости войск. Город Кронверк населял союз гномов, горцев и мифических северных существ. В городе отсутствовали летающие войска, стратегия Кронверка концентрировалась на защите и давала игроку изучать новую, Рунную школу магии. Внешний вид города представлял собой смесь романской архитектуры и строений из льда и снега. Во всех городах, новых и старых, разработчики планировали включить по три альтернативных жилища существ: например, чтобы в городе Оплот можно было бы выбирать между строительством жилища пегасов и жилища новых существ того же уровня — сатиров. По словам разработчиков, такое нововведение доводило бы все типы городов до полного равенства, а игрокам позволило бы строить множество тактических схем. К версии Horn of the Abyss 2.0 в каждом новом и старом городах планировалось включить уникальные, подходящие по смыслу и стилю боевые машины, наряду с существующими в Heroes III баллистой, палаткой первой помощи и повозкой с боеприпасами.

## Выпуск дополнения
Дополнение Heroes of Might and Magic III: Horn of the Abyss было анонсировано 6 мая 2008 года, когда работа над ним продвинулась уже достаточно далеко. Авторы Horn of the Abyss представили на форуме множество информации о дополнении, включая несколько скриншотов и дальнейшие планы разработки. На тот момент было заявлено о выпуске бета-версии и нескольких глобальных версий дополнения, в которых постепенно планировалось включать новые города Причал, Собор, Кронверк, Твердыня и посвящённые им кампании, а также множество новых элементов игрового процесса. Даты выпуска первой и последующих версий дополнения оставались неизвестны.
31 декабря 2011 года, по прошествии около трёх лет разработки, была выпущена первая бета-версия Horn of the Abyss. Выход дополнения под Новый год был случайным совпадением. Изначально он планировался чуть ранее в декабре; команда Horn of the Abyss в сжатые сроки стремилась выпустить своё творение до начала 2012 года, и когда утром 31 декабря разработчики уже планировали выложить дополнение для скачивания, возникли непредвиденные проблемы. В результате, дополнение было загружено на сервер за одну-две минуты до наступления Нового года. Бета-версия Horn of the Abyss представляла игрокам новый город Причал, новые элементы игрового процесса, обновлённую графику и одну небольшую кампанию, однако включала в себя различные ошибки и нетестированный мультиплеер. «Мы могли бы отложить релиз до полной готовности абсолютно всех элементов и после тщательного тестирования выпустить абсолютно стабильную версию, но мы предпочли сделать вам приятный сюрприз на праздник!». Разработчики впоследствии взяли себе за традицию выпускать одну из версий Horn of the Abyss на Новый год, хотя и не отрицают, что столь поспешно выпущенное обновление чревато рядом ошибок в игре.
Дополнение устанавливается на версию Heroes of Might and Magic III: The Shadow of Death, имея при этом собственные независимые ресурсы и не заменяя файлы изначальной игры. Начиная с версии 1.2, выпущенной к 2013 году, Horn of the Abyss поддерживает генератор случайных карт в игре и совместимость с неофициальным HD-модом для Heroes III. В версии 1.3, которая вышла год спустя, в Horn of the Abyss появился свой редактор карт, переработанный и с поддержкой всех нововведений дополнения. В этой версии так же стала доступна английская версия Horn of the Abyss и программа-лаунчер, которая перед началом игры автоматически проверяет для дополнения наличие всех выпущенных обновлений.
Последняя на данный момент версия Horn of the Abyss 1.7.3 выпущена 8 июня 2025 года.

## БудущееHorn of the Abyss
Авторы Horn of the Abyss не видят определённой финальной версии дополнения, на которой его разработка должна подойти к завершению. Координатор проекта Docent Picolan говорил: «Мне бы хотелось верить, что для меня финальной версии не будет — это интересное и приятное хобби, так что даже если через пять или десять лет я буду работать над тем же и с теми же людьми — я буду вполне удовлетворён».
Уже после выпуска первых версий Horn of the Abyss с городом Причал, разработчики поделились информацией, что следующим новым городом в дополнении станет Фабрика — своеобразная замена Кузницы, города, в своё время анонсированного New World Computing для дополнения Armageddon’s Blade, но так и не включённого в игру. Кузница представляла собой футуристический город с армией из роботов, киборгов и воинов с высокотехнологичным оружием. Такой резкий контраст с другими городами игры объяснялся тем, что сюжет общей вселенной Might and Magic включает в себя как элементы фэнтези, так и научной фантастики — последние никогда не проявлялись в серии Heroes of Might and Magic. Поклонники Heroes III, однако, оставили резко негативные отзывы о концепции Кузницы, поэтому в последний момент она была заменена на Сопряжение, город элементалей. По мнению создателей Horn of the Abyss, неудачные попытки других игроков возродить Кузницу ещё больше отталкивают фанатов от этого типа города. Создатели проекта заинтересованы в разработке собственной Кузницы, поскольку считают это необычной и сложной задачей: по словам координатора Horn of the Abyss, их Фабрика будет сильно отличаться от оригинальной идеи New World Computing — не столько в плане концепции, сколько в графике и атмосфере, чтобы выглядеть более естественной в мире Heroes III. Для Фабрики также отведена определённая роль в будущих сюжетных кампаниях Horn of the Abyss.
7 ноября 2020 года Docent Picolan погиб в автокатастрофе. Сообщество Horn of the Abyss обратилось к Полу Ромеро с просьбой помочь закончить музыкальную тему для Фабрики, которую начал Docent Picolan, и Пол согласился. Написанная Полом Ромеро композиция в итоге была использована в игре в качестве заглавной темы кампании «Рожденные в огне».
Фракция Причал из Horn of the Abyss была признана каноничной для мира Heroes of Might and Magic III, став основой для дополнения к одноимённой настольной игре, выпущенной под патронажем Ubisoft.

### Обзоры
- Обзор Horn of the Abyss Архивная копия от 13 марта 2016 на Wayback Machine на сайте Geektimes (рус.)
- Обзор Horn of the Abyss Архивная копия от 17 января 2016 на Wayback Machine на сайте Gamer.ru (рус.)
- Пекло Евгений. 20 лет «Героям Меча и Магии 3». Чем живёт культовая игра сегодня. Мир фантастики (28 февраля 2019). Дата обращения: 6 апреля 2020. Архивировано 3 мая 2020 года.